# گریت سالکلد
گریت سالکلد (به انگلیسی: Great Salkeld) یک روستا و محله مدنی در بریتانیا است که در منطقه ادن واقع شده‌است. گریت سالکلد ۴۱۲ نفر جمعیت دارد.